# Air Tractor AT-300
Air Tractor AT-300 je rodina amerických zemědělských letounů, jejíž první prototyp vzlétl v září 1973. Typový certifikát byl společnosti Air Tractor Inc. udělen v listopadu téhož roku a sériová výroba byla zahájena v roce 1976. Jedná se o dolnoplošníky s pevným záďovým podvozkem a s nádrží na rozprašované látky umístěnou mezi protipožární přepážkou motoru a kokpitem. 

## Varianty
AT-300
Prototyp a počáteční výrobní série s motorem Pratt & Whitney R-985 a nádrží na 320 amerických galonů (1 200 l) chemikálie.
AT-301
Hlavní výrobní model s motorem Pratt & Whitney R-1340.
AT-301B - AT-301 s nádrží na 350 galonů (1 320 l).
AT-302
Turbovrtulová verze s motorem Lycoming LTP101.
AT-302A - AT-302 s nádrží na 385 galonů (1 460 l) chemikálie.

## Specifikace (AT-301A)

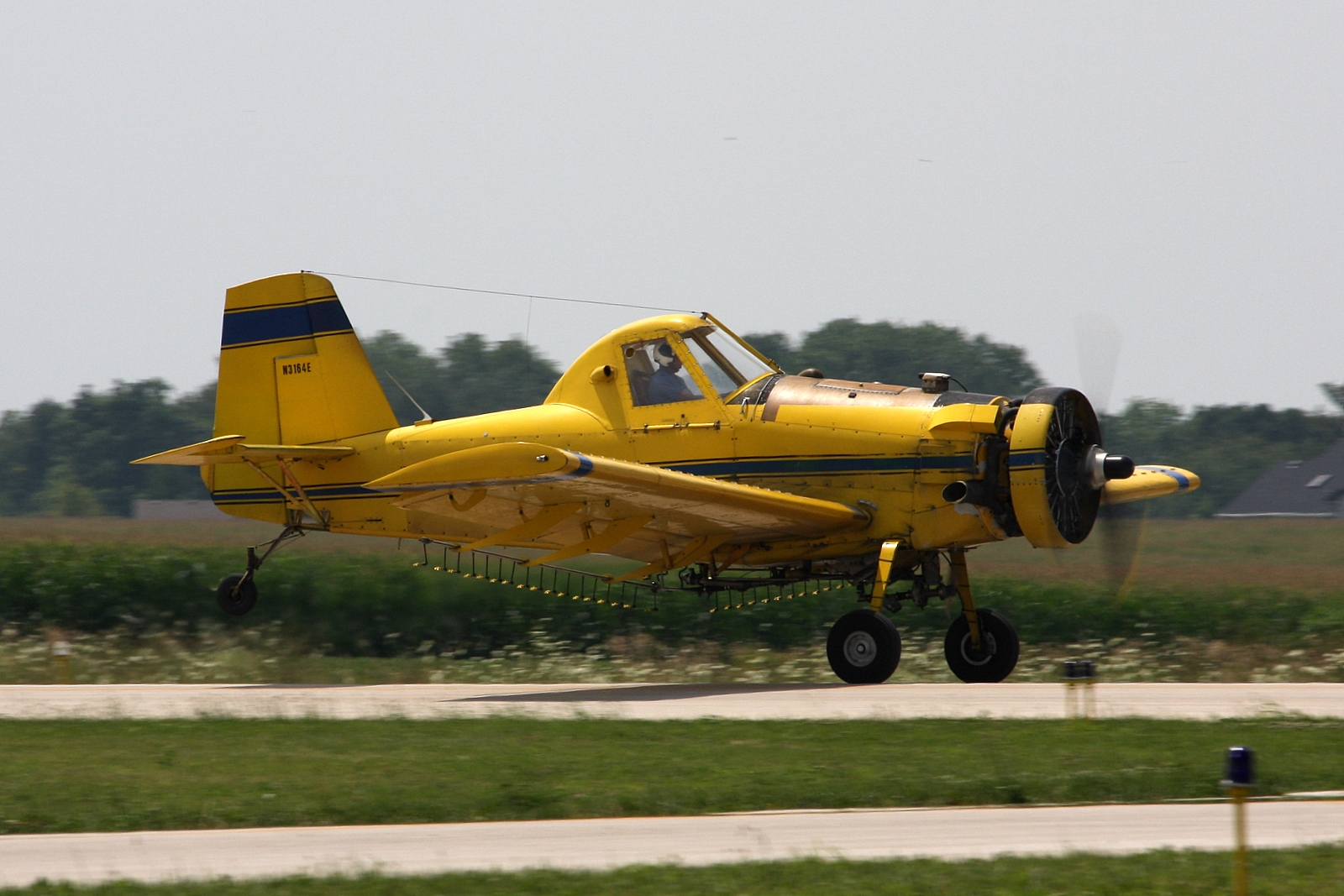
Air Tractor Inc AT-301 (N3164E)

Údaje podle

### Technické údaje
- Osádka: 1 (pilot)
- Kapacita: 320 amerických galonů (1 210 l) tekuté chemikálie
- Délka: 8,23 m (27 stop)
- Rozpětí: 13,75 m (45 stop a 1¼ palce)
- Výška: 2,59 m (8 stop a 6 palců)
- Nosná plocha: 25,08 m² (270 čtverečních stop)
- Prázdná hmotnost: 1 723 kg (3 800 liber)[p 1]
- Vzletová hmotnost: 3 492 kg (7 400 lb)
- Pohonná jednotka: 1 × vzduchem chlazený hvězdicový motor Pratt & Whitney R-1340
- Výkon pohonné jednotky: 600 hp (447 kW)

### Výkony
- Maximální rychlost: 270 km/h (168 mph)
- Dolet: 869 km (540 mil)
- Stoupavost: 8,1 m/s (1 600 stop za minutu)